# Ian Anderson (Politiker, 1925)
Robert John Gurney „Ian“ Anderson (* 16. Juni 1925 in Glencross, Rathmullan, County Donegal, Irland; †  11. Januar 2005) war ein britischer Politiker auf der Isle of Man, der unter anderem von 1966 bis 1993 Mitglied des Parlaments (Tynwald) war. Nachdem er zwischen 1966 und 1982 Mitglied des Unterhauses (House of Keys) war, gehörte er von 1982 bis 1993 dem Oberhaus (Legislative Council) an und war von 1988 bis 1990 dessen Präsident.

## Leben
Robert John Gurney „Ian“ Anderson, der in Irland aufwuchs, besuchte zunächst die Grundschule in Rathmullan und später das Belfast Technical College. 1946 ließ er sich auf der Isle of Man nieder und war hier als Milch- und Mischbauer tätig. Er begann seine politische Laufbahn in der Kommunalpolitik und war zwischen 1992 und 2001 Mitglied des Rates der Parish Patrick. Darüber hinaus fungierte er zeitweilig als Direktor der Isle of Man Bank, eine 1865 gegründete Bank, die Handels-, Privat- und Geschäftsbankdienstleistungen für die lokale Bevölkerung anbietet.
1966 wurde Anderson als Parteiloser im Wahlkreis Glenfaba erstmals zum Mitglied des House of Keys (MHK), des Unterhauses des Parlaments (Tynwald), und gehörte diesem nach seinen darauf folgenden Wiederwahlen bis 1982 an. Während seiner Parlamentszugehörigkeit war er Mitglied zahlreicher Ausschüsse und wurde während der Amtszeit des Chairman of the Executive Council, Percy Radcliffe, 1971 erstmals Mitglied des Exekutivrates (Executive Council), der damaligen Regierung der Isle of Man. Er gehörte dem Exekutivrat zunächst bis 1982 an und war zunächst zwischen 1971 und 1976 Vorsitzender der Polizeibehörde (Chairman of the Police Board). Im Zuge einer Umbildung des Exekutivrates wurde er 1976 Vorsitzender der Behörde für Kommunalverwaltung (Chairman of the Local Government Board) und bekleidete dieses Amt von 1977 bis 1981 auch unter Clifford Irving, dem Nachfolger Radcliffes als Vorsitzender des Exekutivrates. Nachdem Radcliff von 1981 bis 1985 zum zweiten Mal als Chairman of the Executive Council fungierte, war Anderson zunächst bis 1982 Vorsitzender der Behörde für Inneres (Chairman of the Home Affairs Board).
Nachdem Ian Anderson 1982 aus dem House of Keys ausgeschieden war, wurde er Mitglied des Gesetzgebenden Rates (MLC) und gehörte diesem Oberhaus, dem (Legislative Council) des Tynwald, bis 1993 an. Er war zugleich von 1982 bis 1984 Vorsitzender der Kommission für den öffentliche Dienst (Chairman of the Civil Service Commission), gehörte in dieser Funktion jedoch nicht mehr dem Exekutivrat an. Er war allerdings zwischen 1984 und 1988 abermals Mitglied des Executive Council, und zwar zunächst von 1984 bis 1986 Vorsitzender der Industriebehörde (Chairman of the Industry Board). 1986 wurde die Funktion des Chairman of the Executive Council formell abgeschafft und die Leitung der Regierung nunmehr vom Chief Minister der Isle of Man übernommen. Im Kabinett des ersten Chefministers Miles Walker bekleidete er nunmehr quasi in eigener Nachfolge von 1986 bis zu seiner Ablösung durch Bernie May 1988 das neu geschaffene Amt des Industrieministers (Minister for Industry). Nach seinem Ausscheiden aus der Regierung löste er 1988 Jack Nivison als Präsident des Gesetzgebenden Rates ab und bekleidete dieses Amt bis 1990, woraufhin der frühere erste Präsident des Exekutivrates Charles Kerruish in Personalunion sowohl Präsident des Parlaments, des Tynwald, als auch Präsident von dessen Oberhaus (Legislative Council) wurde.
Robert John Gurney „Ian“ Anderson war mit der Tochter von George Henry Moore verheiratet, der von 1942 bis 1951 und zwischen 1956 und 1958 Mitglied des House of Keys sowie von 1958 bis 1963 ebenfalls Mitglied des Legislative Council war. Aus dieser Ehe gingen drei Söhne und zwei Töchter hervor, darunter David Moore Anderson (* 1954), der unter anderem von 2001 bis 2018 Mitglied des Parlaments (Tynwald) und mehrmals Minister war.